# Coupe caribéenne des nations
Pour les articles homonymes, voir Digicel Cup.
La Coupe caribéenne des nations ou Coupe des Caraïbes des nations est un ancien tournoi international de football, organisé par la Caribbean Football Union (CFU) et la CONCACAF de 1978 à 2017, qui voyait s'opposer les sélections des différents pays et territoires des Caraïbes. 
De 1991 à 2017, elle servait de tournoi de qualification pour la Gold Cup, le championnat de football des nations de la CONCACAF (Amérique du Nord - Amérique centrale - Caraïbes).
Cette compétition s'interrompt en 2018 avec le lancement de la Ligue des nations de la CONCACAF.

## Historique
La Coupe caribéenne des nations également appelée Coupe des Caraïbes des nations a connu différentes appellations telles que la Coupe des Caraïbes (Caribbean Cup en anglais, Copa del Caribe en espagnol), Championnat des Caraïbes (Caribbean Championship), Championnat CFU (CFU championship) ou encore Coupe des nations de la CFU (CFU Nations Cup). Elle a également eu différentes dénominations en fonction de ses sponsors : Shell Caribbean Cup, Shell / Umbro Caribbean Cup, Interforever Caribbean Cup (entre 1991 et 1998) et Digicel Caribbean Cup / Digicel Cup de 2005 à 2010.
La première Coupe des Caraïbes a eu lieu en 1948 en Guadeloupe et a vu l'équipe hôte s'imposer en finale face à sa voisine de la Martinique sur un score de trois buts à zéro.
De 1978 à 1988, six éditions d'un tournoi précurseur de la Coupe caribéenne des nations appelé CFU Championship ou CFU Nations Cup ont été organisées avec quelques sélections caribéennes.
Entre 1989 et 2001 elle se joue à un rythme quasi-annuel, sauf en 2000 où elle n'a pas lieu. À noter qu'en 1990 le tournoi est arrêté juste avant la fin et reste donc sans lauréat. Cette période voit une forte domination des Socca Warriors de Trinité-et-Tobago qui remportent la compétition avec un taux de réussite remarquable (8 fois sur 12). 
En raison de difficultés financières, il faudra attendre 4 ans avant de voir revenir la Coupe des Caraïbes et ce grâce au nouveau parrainage de Digicel en 2004. Le groupe jamaïcain s'engage à organiser 2 éditions en 2005 et en 2007 sous le nom de Digicel Cup. À la suite du succès de l'édition 2007, Digicel se réengage avec la CFU jusqu'en 2011. La compétition devient le Digicel Caribbean Championship et se déroule depuis 2008 une année sur deux en alternant avec la Gold Cup. Cette période est marquée à la fois par un net recul de Trinité-et-Tobago, qui n'arrive plus à s'imposer sur la scène régionale, a contrario des Reggae Boyz de Jamaïque qui prennent le dessus sur leurs homologues caribéens en remportant la compétition à 4 reprises (sur 7 éditions depuis 2005).
Lors de l'édition 2014, la Coupe caribéenne des nations s'harmonise avec les dates internationales du calendrier de la FIFA, afin de faciliter la participation des joueurs évoluant dans les championnats européens.

## Format
La phase finale voyait le plus souvent s'affronter 8 équipes réparties en 2 poules de 4 équipes où chacune rencontrait les trois autres. Les deux premiers de chaque poule accédaient aux demi-finales, et disputaient ensuite, suivant le cas, le match pour la troisième place ou la finale. Néanmoins les éditions 2005 et 2017 adoptent un format différent avec une phase finale réduite à quatre équipes : poule unique en 2005 et format de coupe avec demi-finales et finale en 2017.
Par ailleurs, le nombre de nations caribéennes qualifiés pour la Gold Cup a varié au cours de l'histoire. Par exemple durant les dix dernières années (2007-2017), les quatre demi-finalistes de la Coupe des Caraïbes étaient directement qualifiés. À partir de 2014, le cinquième du tournoi caribéen avait la possibilité de disputer un barrage contre le cinquième de la Copa Centroamericana afin d'obtenir un dernier ticket pour la Gold Cup.

## Palmarès

### Par édition
| Édition | Hôte                                             | Vainqueur                                                                                     | Vainqueur                                                                                     | Finaliste                                                                                     | Troisième                                                                                     | Quatrième                                                                                     |
| 1978    | Trinité-et-Tobago                                | Suriname                                                                                      | (1)                                                                                           | Trinité-et-Tobago                                                                             | Haïti                                                                                         | Antigua-et-Barbuda                                                                            |
| 1979    | Suriname                                         | Haïti                                                                                         | (1)                                                                                           | Saint-Vincent-et-les-Grenadines                                                               | Suriname                                                                                      | Trinité-et-Tobago                                                                             |
| 1981    | Porto Rico                                       | Trinité-et-Tobago                                                                             | (1)                                                                                           | Saint-Vincent-et-les-Grenadines                                                               | Guadeloupe                                                                                    | Porto Rico                                                                                    |
| 1983    | Guyane                                           | Martinique                                                                                    | (1)                                                                                           | Trinité-et-Tobago                                                                             | Guyane                                                                                        | Antigua-et-Barbuda                                                                            |
| 1985    | Barbade                                          | Martinique                                                                                    | (2)                                                                                           | Barbade                                                                                       | Guadeloupe                                                                                    | Suriname                                                                                      |
| 1988    | Martinique                                       | Trinité-et-Tobago                                                                             | (2)                                                                                           | Antigua-et-Barbuda                                                                            | Martinique                                                                                    | Guadeloupe                                                                                    |
| 1989    | Barbade                                          | Trinité-et-Tobago                                                                             | (3)                                                                                           | Grenade                                                                                       | Pas de match pour la troisième place                                                          | Pas de match pour la troisième place                                                          |
| 1990    | Trinité-et-Tobago                                | Tournoi arrêté (finale Trinité-et-Tobago - Martinique et match pour la 3e place non disputés) | Tournoi arrêté (finale Trinité-et-Tobago - Martinique et match pour la 3e place non disputés) | Tournoi arrêté (finale Trinité-et-Tobago - Martinique et match pour la 3e place non disputés) | Tournoi arrêté (finale Trinité-et-Tobago - Martinique et match pour la 3e place non disputés) | Tournoi arrêté (finale Trinité-et-Tobago - Martinique et match pour la 3e place non disputés) |
| 1991    | Jamaïque                                         | Jamaïque                                                                                      | (1)                                                                                           | Trinité-et-Tobago                                                                             | Sainte-Lucie                                                                                  | Guyana                                                                                        |
| 1992    | Trinité-et-Tobago                                | Trinité-et-Tobago                                                                             | (4)                                                                                           | Jamaïque                                                                                      | Martinique                                                                                    | Cuba                                                                                          |
| 1993    | Jamaïque                                         | Martinique                                                                                    | (3)                                                                                           | Jamaïque                                                                                      | Trinité-et-Tobago                                                                             | Saint-Christophe-et-Niévès                                                                    |
| 1994    | Trinité-et-Tobago                                | Trinité-et-Tobago                                                                             | (5)                                                                                           | Martinique                                                                                    | Guadeloupe                                                                                    | Suriname                                                                                      |
| 1995    | Îles Caïmans et Jamaïque                         | Trinité-et-Tobago                                                                             | (6)                                                                                           | Saint-Vincent-et-les-Grenadines                                                               | Cuba                                                                                          | Îles Caïmans                                                                                  |
| 1996    | Trinité-et-Tobago                                | Trinité-et-Tobago                                                                             | (7)                                                                                           | Cuba                                                                                          | Martinique                                                                                    | Suriname                                                                                      |
| 1997    | Antigua-et-Barbuda et Saint-Christophe-et-Niévès | Trinité-et-Tobago                                                                             | (8)                                                                                           | Saint-Christophe-et-Niévès                                                                    | Jamaïque                                                                                      | Grenade                                                                                       |
| 1998    | Jamaïque et Trinité-et-Tobago                    | Jamaïque                                                                                      | (2)                                                                                           | Trinité-et-Tobago                                                                             | Haïti                                                                                         | Antigua-et-Barbuda                                                                            |
| 1999    | Trinité-et-Tobago                                | Trinité-et-Tobago                                                                             | (9)                                                                                           | Cuba                                                                                          | Match pour la troisième place annulé                                                          | Match pour la troisième place annulé                                                          |
| 2001    | Trinité-et-Tobago                                | Trinité-et-Tobago                                                                             | (10)                                                                                          | Haïti                                                                                         | Martinique                                                                                    | Cuba                                                                                          |
| 2005    | Barbade                                          | Jamaïque                                                                                      | (3)                                                                                           | Cuba                                                                                          | Trinité-et-Tobago                                                                             | Barbade                                                                                       |
| 2007    | Trinité-et-Tobago                                | Haïti                                                                                         | (2)                                                                                           | Trinité-et-Tobago                                                                             | Cuba                                                                                          | Guadeloupe                                                                                    |
| 2008    | Jamaïque                                         | Jamaïque                                                                                      | (4)                                                                                           | Grenade                                                                                       | Guadeloupe                                                                                    | Cuba                                                                                          |
| 2010    | Martinique                                       | Jamaïque                                                                                      | (5)                                                                                           | Guadeloupe                                                                                    | Cuba                                                                                          | Grenade                                                                                       |
| 2012    | Antigua-et-Barbuda                               | Cuba                                                                                          | (1)                                                                                           | Trinité-et-Tobago                                                                             | Haïti                                                                                         | Martinique                                                                                    |
| 2014    | Jamaïque                                         | Jamaïque                                                                                      | (6)                                                                                           | Trinité-et-Tobago                                                                             | Haïti                                                                                         | Cuba                                                                                          |
| 2017    | Martinique                                       | Curaçao                                                                                       | (1)                                                                                           | Jamaïque                                                                                      | Guyane                                                                                        | Martinique                                                                                    |

### Par nation
La Coupe caribéenne des nations 1990, interrompue en cours de compétition, n'est pas comptabilisée dans ce palmarès qui s'établit comme suit après la Coupe caribéenne des nations 2017.
| Rang | Équipe                          | Vainqueur | Finaliste | Édition(s) gagnée(s)                                         |
| 1    | Trinité-et-Tobago               | 10        | 7         | 1981, 1988, 1989, 1992, 1994, 1995, 1996, 1997, 1999 et 2001 |
| 2    | Jamaïque                        | 6         | 2         | 1991, 1998, 2005, 2008, 2010 et 2014                         |
| 3    | Martinique                      | 3         | 1         | 1983, 1985 et 1993                                           |
| 4    | Haïti                           | 2         | 1         | 1979 et 2007                                                 |
| 5    | Cuba                            | 1         | 3         | 2012                                                         |
| 6    | Suriname                        | 1         | 0         | 1978                                                         |
| -    | Curaçao                         | 1         | 0         | 2017                                                         |
| 8    | Saint-Vincent-et-les-Grenadines | 0         | 3         |                                                              |
| 9    | Grenade                         | 0         | 2         |                                                              |
| 10   | Barbade                         | 0         | 1         |                                                              |
| -    | Antigua-et-Barbuda              | 0         | 1         |                                                              |
| -    | Saint-Christophe-et-Niévès      | 0         | 1         |                                                              |
| -    | Guadeloupe                      | 0         | 1         |                                                              |

## Bilan par pays
Mise à jour le 26 juin 2017.
| Équipe nationale                | Participations | Phases finales | Meilleur résultat                                                         | Titres |
| ------------------------------- | -------------- | -------------- | ------------------------------------------------------------------------- | ------ |
| Anguilla                        | 15             | 0              | Tours préliminaires                                                       | 0      |
| Antigua-et-Barbuda              | 23             | 8              | Deuxième en 1988                                                          | 0      |
| Antilles néerlandaises          | 11             | 2              | 1er tour en 1989 et 1998                                                  | 0      |
| Aruba                           | 11             | 0              | Tours préliminaires                                                       | 0      |
| Bahamas                         | 2              | 0              | Tours préliminaires                                                       | 0      |
| Barbade                         | 21             | 7              | Deuxième en 1985                                                          | 0      |
| Bermudes                        | 9              | 0              | Tours préliminaires                                                       | 0      |
| Bonaire                         | 1              | 0              | Tours préliminaires                                                       | 0      |
| Cuba                            | 13             | 11             | Vainqueur en 2012                                                         | 1      |
| Curaçao                         | 3              | 2              | Vainqueur en 2017                                                         | 1      |
| Dominique                       | 22             | 2              | 1er tour en 1994 et 1998                                                  | 0      |
| Grenade                         | 19             | 6              | Finaliste en 1989 et 2008                                                 | 0      |
| Guadeloupe                      | 22             | 10             | Finaliste en 2010                                                         | 0      |
| Guyana                          | 21             | 3              | Quatrième en 1991                                                         | 0      |
| Guyane                          | 20             | 5              | Troisième en 1983 et 2017                                                 | 0      |
| Haïti                           | 15             | 10             | Vainqueur en 1979 et 2007                                                 | 2      |
| Îles Caïmans                    | 15             | 4              | Quatrième en 1995                                                         | 0      |
| Îles Vierges des États-Unis     | 6              | 0              | Tours préliminaires                                                       | 0      |
| Îles Vierges britanniques       | 16             | 0              | Tours préliminaires                                                       | 0      |
| Jamaïque                        | 21             | 16             | Vainqueur en 1991, 1998, 2005, 2008, 2010 et 2014                         | 6      |
| Martinique                      | 25             | 17             | Vainqueur en 1983, 1985 et 1993                                           | 3      |
| Montserrat                      | 10             | 0              | Tours préliminaires                                                       | 0      |
| Porto Rico                      | 13             | 2              | Quatrième en 1981                                                         | 0      |
| République dominicaine          | 13             | 2              | 1er tour en 1991 et 2012                                                  | 0      |
| Saint-Christophe-et-Niévès      | 21             | 5              | Finaliste en 1997                                                         | 0      |
| Saint-Martin                    | 7              | 0              | Tours préliminaires                                                       | 0      |
| Sainte-Lucie                    | 16             | 3              | Troisième en 1991                                                         | 0      |
| Saint-Vincent-et-les-Grenadines | 22             | 9              | Deuxième en 1979 et 1981; finaliste en 1995                               | 0      |
| Sint Maarten                    | 9              | 1              | 1er tour en 1993                                                          | 0      |
| Suriname                        | 19             | 6              | Vainqueur en 1978                                                         | 1      |
| Trinité-et-Tobago               | 25             | 23             | Vainqueur en 1981, 1988, 1989, 1992, 1994, 1995, 1996, 1997, 1999 et 2001 | 10     |
| Îles Turques-et-Caïques         | 3              | 0              | Tours préliminaires                                                       | 0      |
| Brésil - de 20 ans              | 1              | 1              | 1er tour en 1999                                                          | 0      |

## Sélectionneurs vainqueurs
| Année | Sélectionneur                 | Sélection         |
| ----- | ----------------------------- | ----------------- |
| 1978  | Rob Groener                   | Suriname          |
| 1979  | René Vertus                   | Haïti             |
| 1981  | Inconnu                       | Trinité-et-Tobago |
| 1983  | Louis Marianne / Marcel Pujar | Martinique        |
| 1985  | Louis Marianne / Marcel Pujar | Martinique        |
| 1988  | Everald Cummings              | Trinité-et-Tobago |
| 1989  | Everald Cummings              | Trinité-et-Tobago |
| 1991  | Carl Brown                    | Jamaïque          |
| 1992  | Muhammad Isa                  | Trinité-et-Tobago |
| 1993  | Raymond Destin                | Martinique        |
| 1994  | Kenny Joseph                  | Trinité-et-Tobago |
| 1995  | Zoran Vraneš                  | Trinité-et-Tobago |
| 1996  | Zoran Vraneš                  | Trinité-et-Tobago |
| 1997  | Bertille St. Clair            | Trinité-et-Tobago |
| 1998  | René Simões                   | Jamaïque          |
| 1999  | Bertille St. Clair            | Trinité-et-Tobago |
| 2001  | Ian Porterfield               | Trinité-et-Tobago |
| 2005  | Wendell Downswell             | Jamaïque          |
| 2007  | Armelio Luis García           | Haïti             |
| 2008  | / John Barnes                 | Jamaïque          |
| 2010  | Theodore Whitmore             | Jamaïque          |
| 2012  | Walter Benítez                | Cuba              |
| 2014  | Winfried Schäfer              | Jamaïque          |
| 2017  | / Remko Bicentini             | Curaçao           |